# Festo internationaal dames basketbaltoernooi
Het Festo internationaal dames basketbaltoernooi was een vriendschappelijk basketbaltoernooi in Lisse. Het evenement vond voor het eerst plaats in 1985 en voor het laatst in 1994-1995.
Het toernooi werd vanaf 1985 elk jaar in de kerstvakantie gehouden tijdens de winterstop van de reguliere competitie. BV Lisse organiseerde het jaarlijkse toernooi en was een van de vaste deelnemers samen met zeven nationale en internationale vrouwen teams.

## Winnaars
- 1985-1986:  Doppeldouche Den Helder
- 1986-1987:  DJK Agon 08 Düsseldorf
- 1987-1988:  HOI Den Helder
- 1988-1989:  HOI Den Helder
- 1989-1990:  Troedovye Rezervy Gorki
- 1990-1991:  Troedovye Rezervy Gorki
- 1991-1992:  Tsjecho-Slowakije
- 1992-1993:  Nika Nizjni Novgorod
- 1993-1994:  Techni Nizjni Novgorod
- 1994-1995:  Lachen Ramat Hasjaron